# Комсомольский (Кизильский район)
Комсомольский — посёлок в Кизильском районе Челябинской области России. Входит в состав Гранитного сельского поселения.

## География
Посёлок находится на юге Челябинской области, в пределах юго-восточных предгорий Южного Урала, в степной зоне, на левом берегу реки Урал, на расстоянии 28 километров по прямой к северо-востоку от села Кизильского, административного центра района. Абсолютная высота 311 метров над уровнем моря.
Климат
Климат резко континентальный с сухим жарким летом и суровой зимой. Среднегодовое количество осадков: 266 мм. Средняя температура самого холодного месяца января составляет −17,9 °С, самого тёплого месяца июля — +19,9 °С.

## Население
| 2002 | 2010 |
| ---- | ---- |
| 302  | ↘271 |

Гендерный состав
По данным Всероссийской переписи населения 2010 года в гендерной структуре населения мужчины составляли 49,8 %, женщины — 50,2 %.
Национальный состав
Согласно результатам переписи 2002 года, в национальной структуре населения русские составляли 51 %, башкиры — 30 %.

## Улицы
Уличная сеть посёлка состоит из двух улиц.